# Diodòntids
Els diodòntids (Diodontidae, gr. "dues dents") són una família de peixos teleostis de l'ordre dels tetraodontiformes. Es troben als oceans Atlàntic, Índic i Pacífic.

## Característiques
Tenen el cos inflable, els ulls grossos, el bec fort. No tenen aletes pelvianes. Presenten espines afilades que els cobreixen el cos.

## Història natural
Els ous són pelàgics.
Mengen principalment invertebrats de closca dura que aixafen amb el bec, com ara garotes, musclos i crancs.
Són principalment nocturns i durant el dia s'amaguen en coves o esquerdes del fons marí.
Cal tindre cura en manipular-los, ja que les seues espines esmolades poden causar doloroses picades i enverinament.

## Gèneres i espècies
- Allomycterus (McCulloch, 1921)[3]
  - Allomycterus pilatus (Whitley, 1931)
  - Allomycterus whiteleyi (Phillipps, 1932)
- Chilomycterus (Brisout de Barneville, 1846)[4]
  - Chilomycterus affinis (Günther, 1870)
  - Chilomycterus antennatus (Cuvier, 1816)
  - Chilomycterus antillarum (Jordan & Rutter, 1897)
  - Chilomycterus atringa (Linnaeus, 1758)
  - Chilomycterus geometricus (Bloch & Schneider, 1801)
  - Chilomycterus reticulatus (Linnaeus, 1758)
  - Chilomycterus schoepfii (Walbaum, 1792)
  - Chilomycterus spinosus (Linnaeus, 1758)
- Cyclichthys (Kaup, 1855)[5]
  - Cyclichthys hardenbergi (de Beaufort, 1939)
  - Cyclichthys orbicularis (Bloch, 1785)
  - Cyclichthys spilostylus (Leis & Randall, 1982)
- Dicotylichthys (Kaup, 1855)[6]
  - Dicotylichthys punctulatus (Kaup, 1855)
- Diodon (Linnaeus, 1758)[7]
  - Diodon eydouxii (Brisout de Barneville, 1846)
  - Peix eriçó (Diodon holocanthus) (Linnaeus, 1758)
  - Peix globus (Diodon hystrix) (Linnaeus, 1758)
  - Diodon liturosus (Shaw, 1804)
  - Diodon nicthemerus (Cuvier, 1818)
- Lophodiodon (Fraser-Brunner, 1943)[8]
  - Lophodiodon calori (Bianconi, 1854)
- Tragulichthys (Whitley, 1931)[9]
  - Tragulichthys jaculiferus (Cuvier, 1818)[10][11][12][13][14]

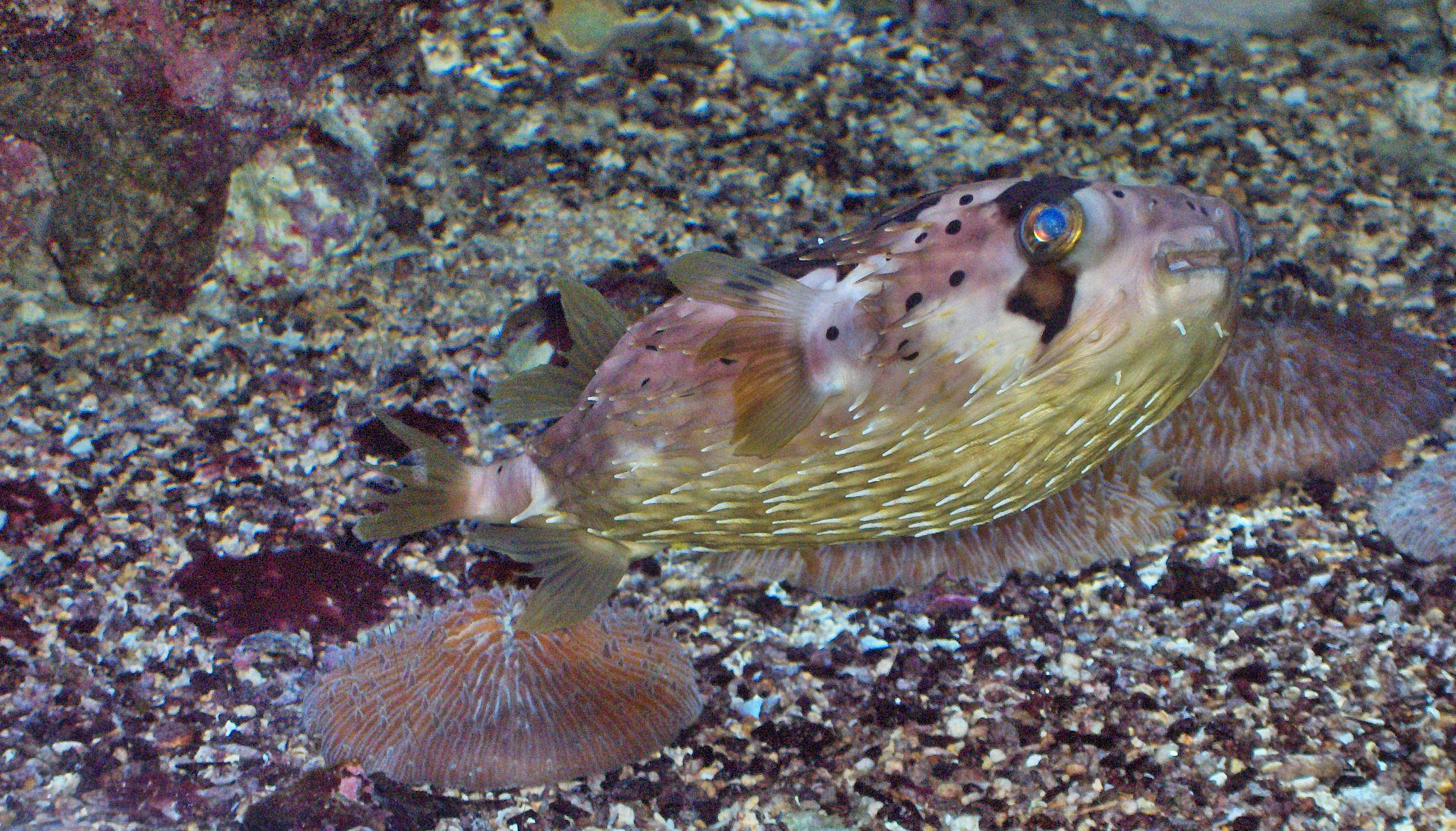
Chilomycterus reticulatus
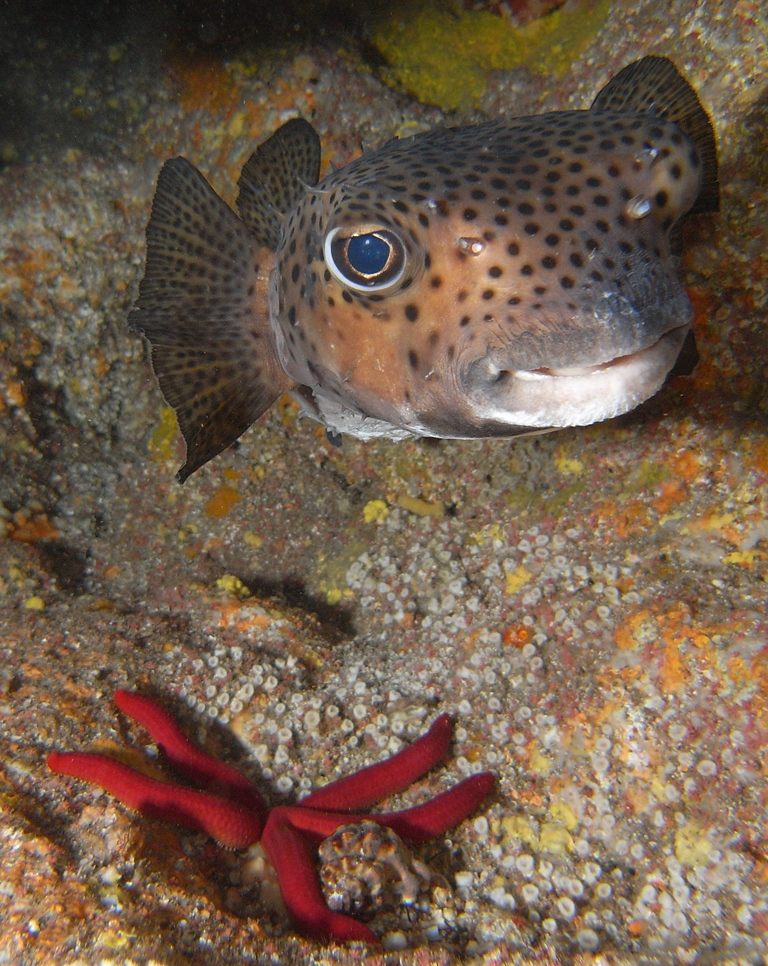
Chilomycterus atringa
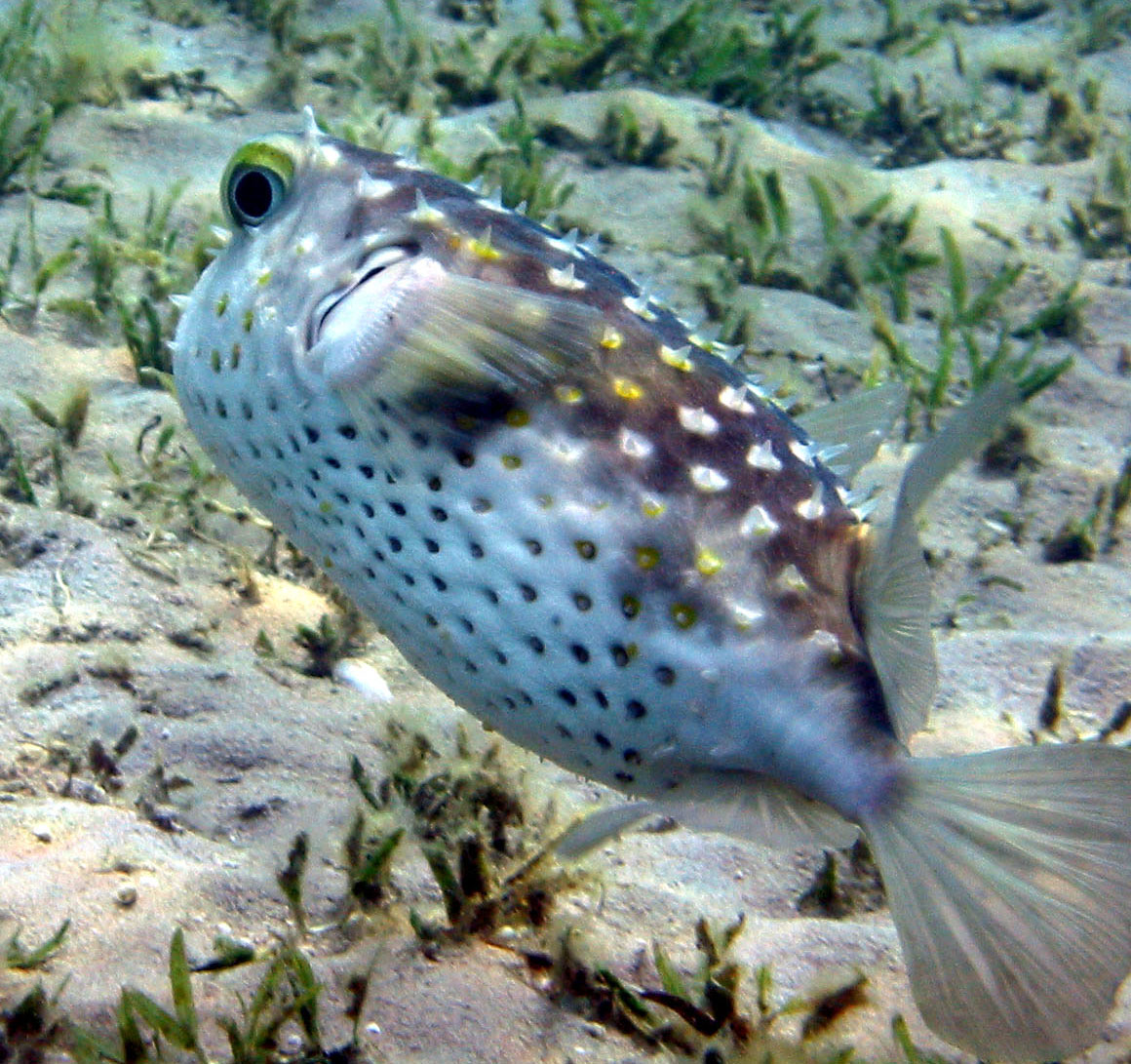
Cyclichthys spilostylus
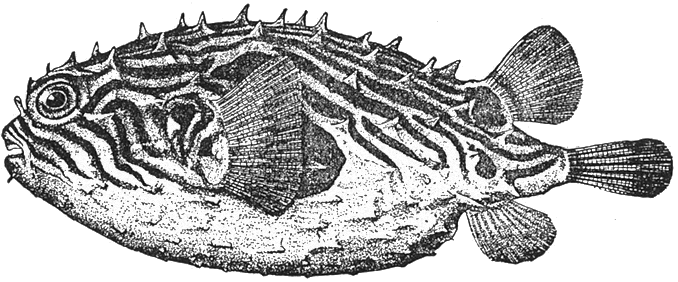
Chilomycterus geometricus
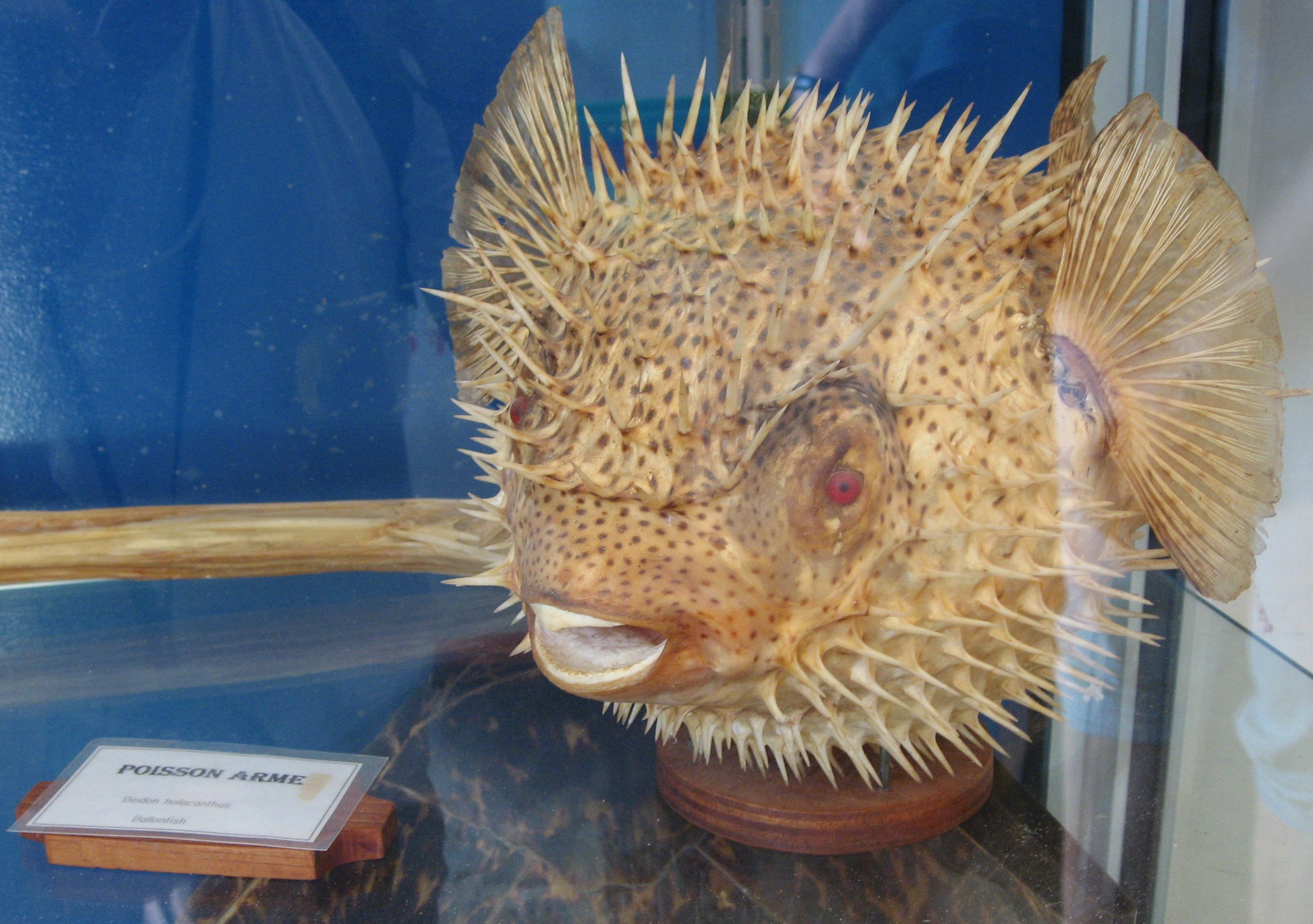
Diodon holocanthus
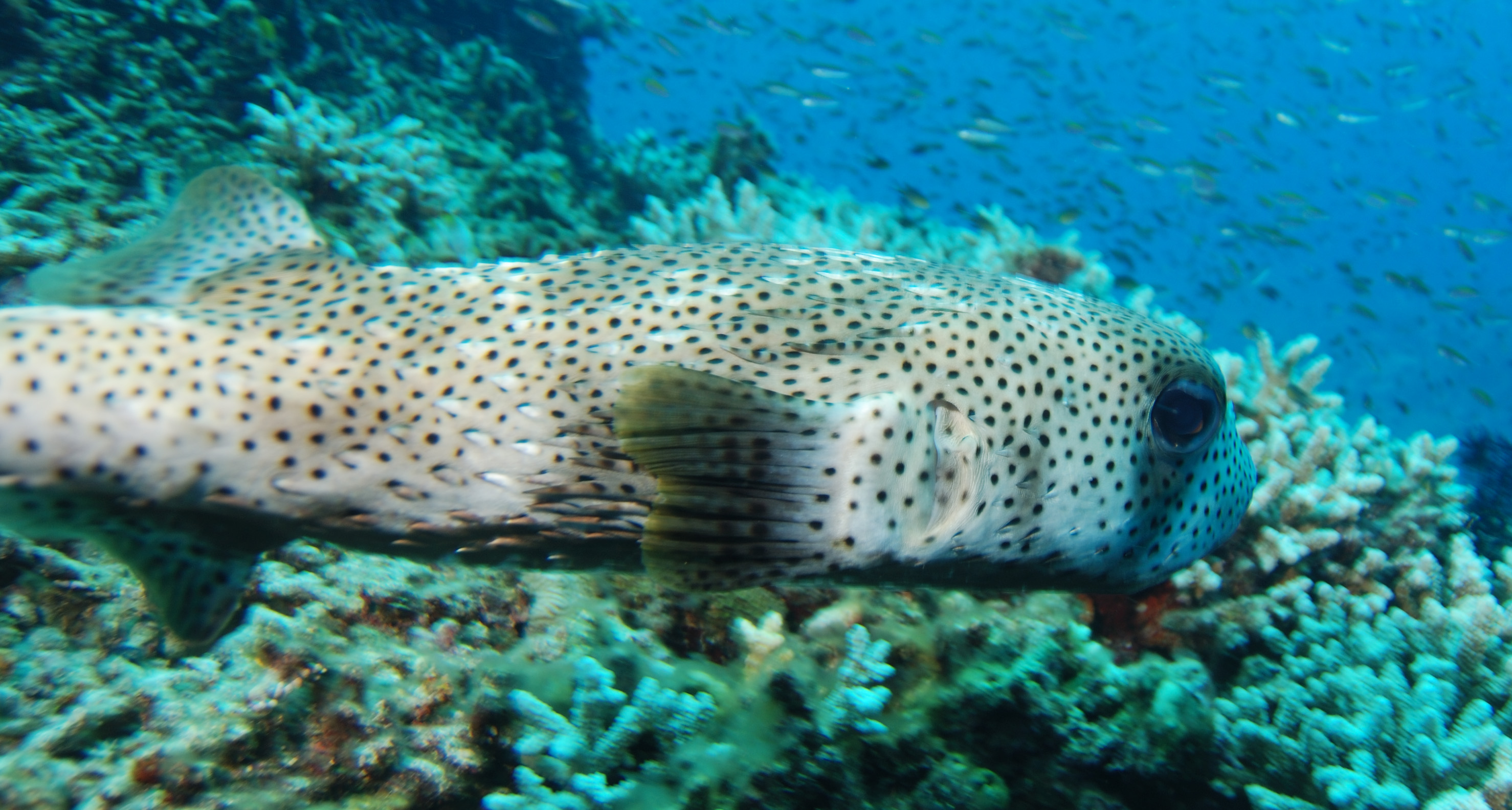
Diodon hystrix
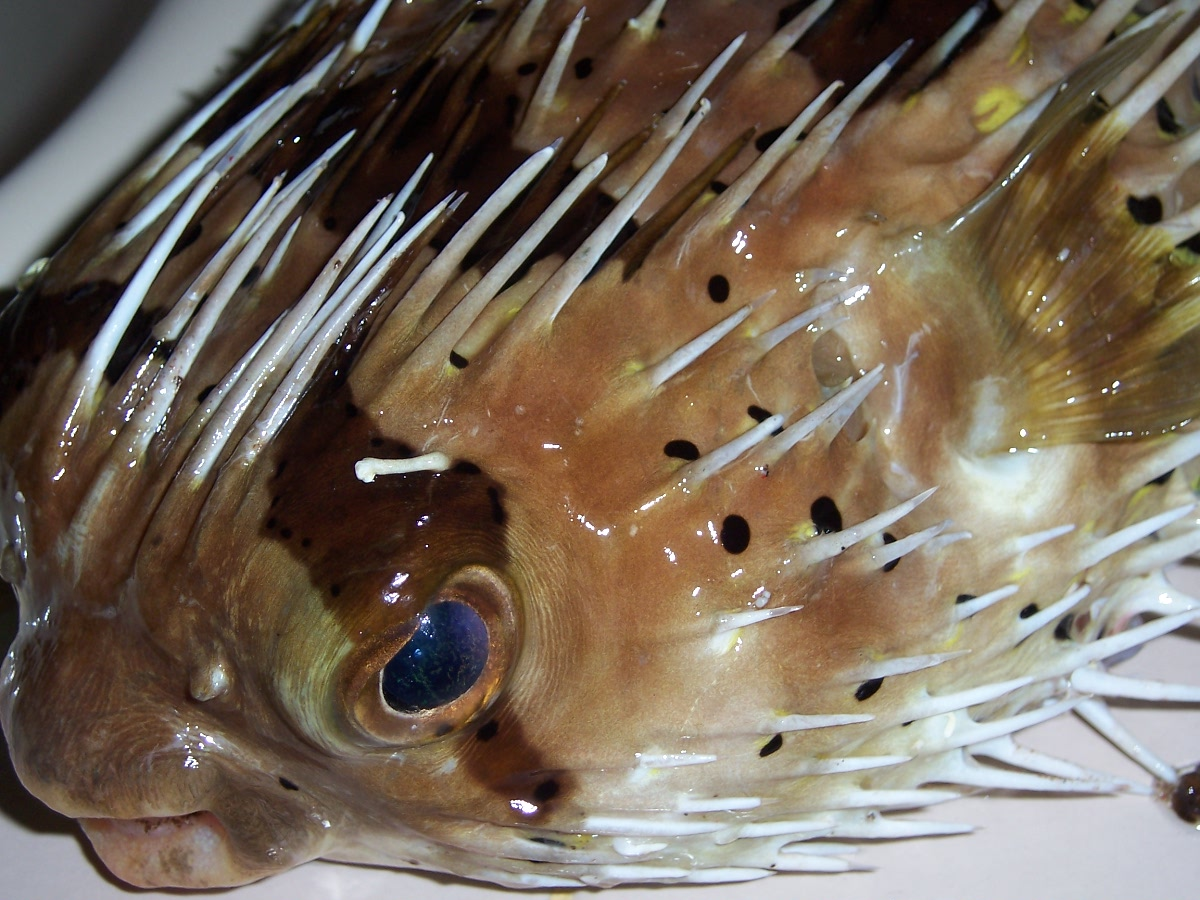
Diodon holocanthus
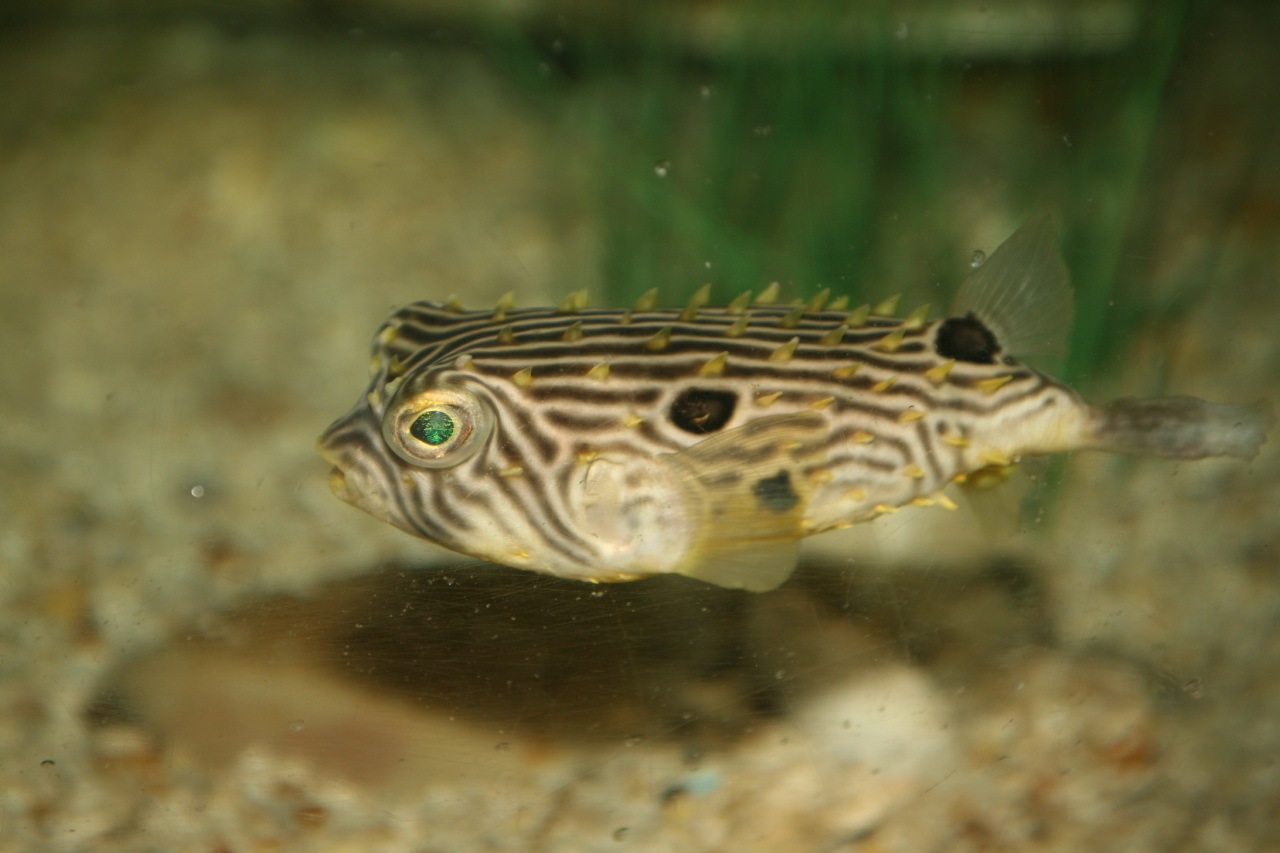
Chilomycterus schoepfi
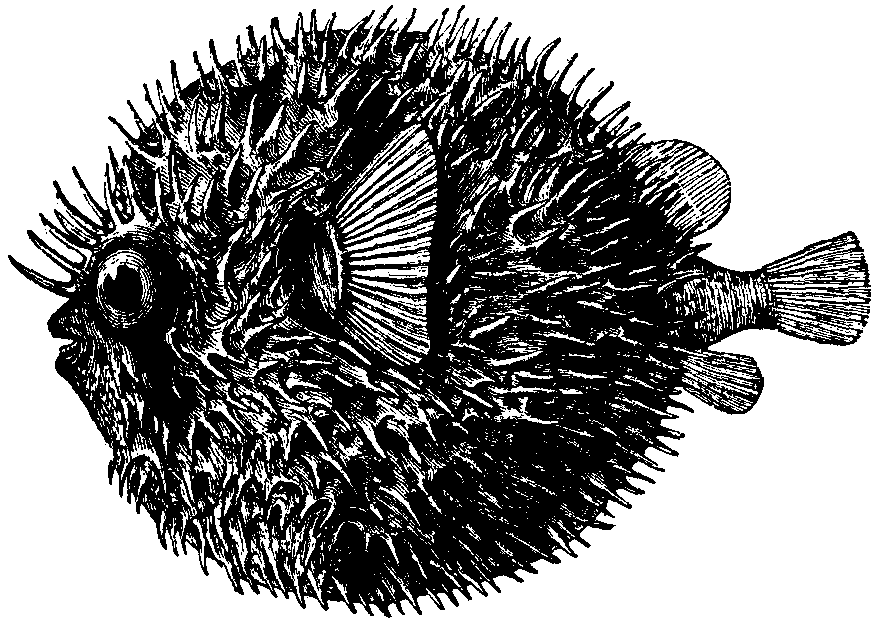
Diodon maculatus
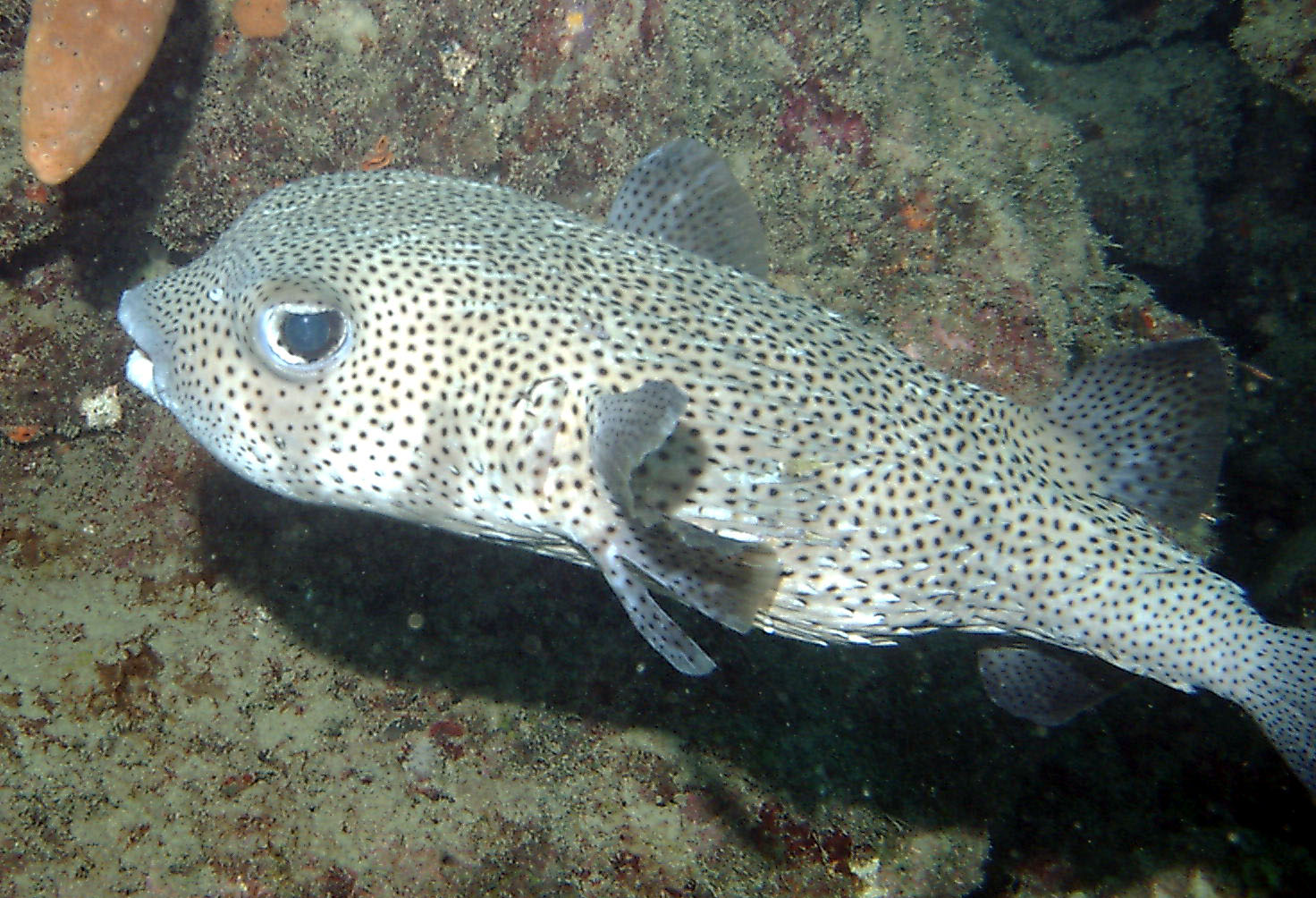
Diodon hystrix
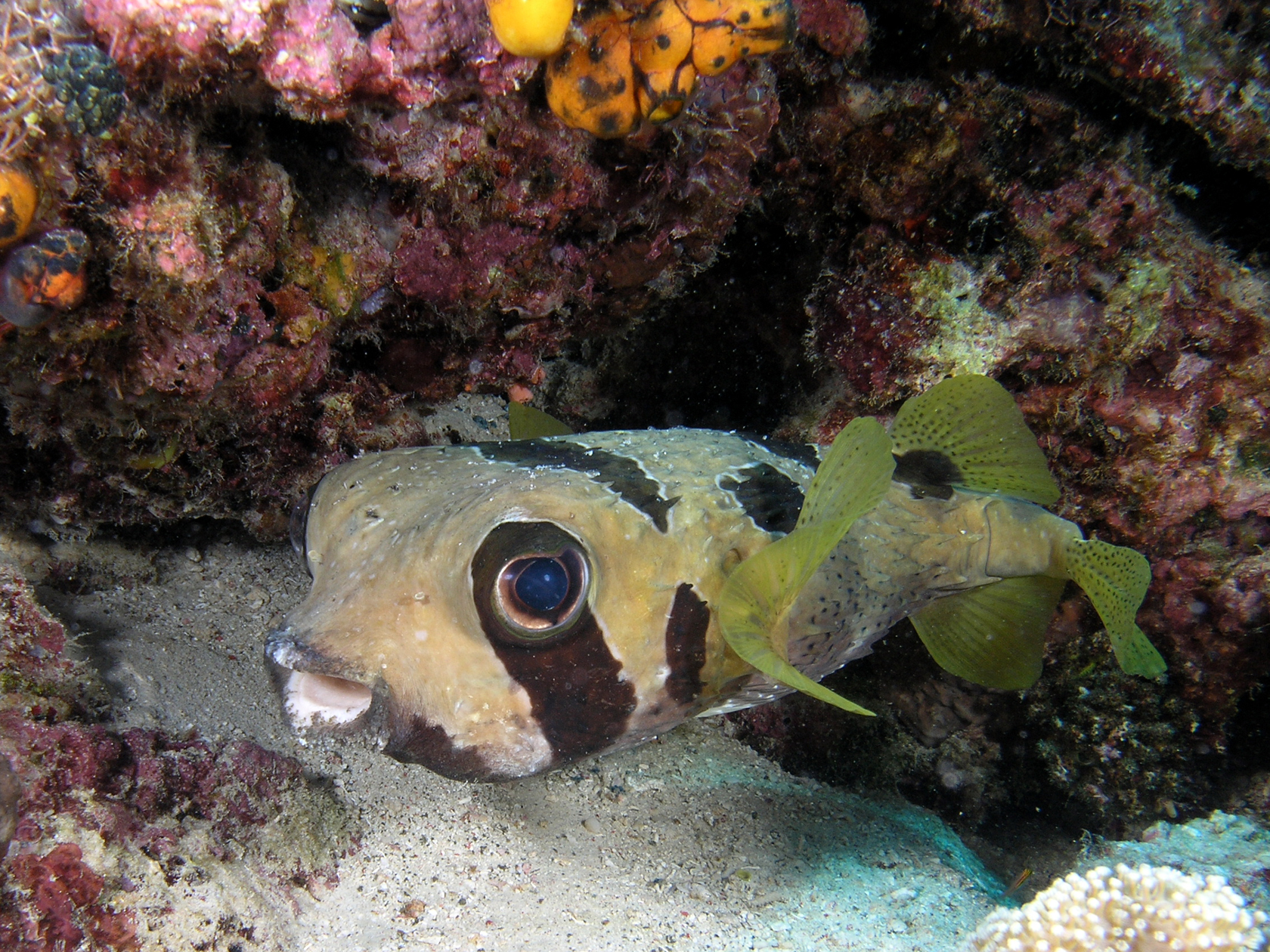
Diodon liturosus
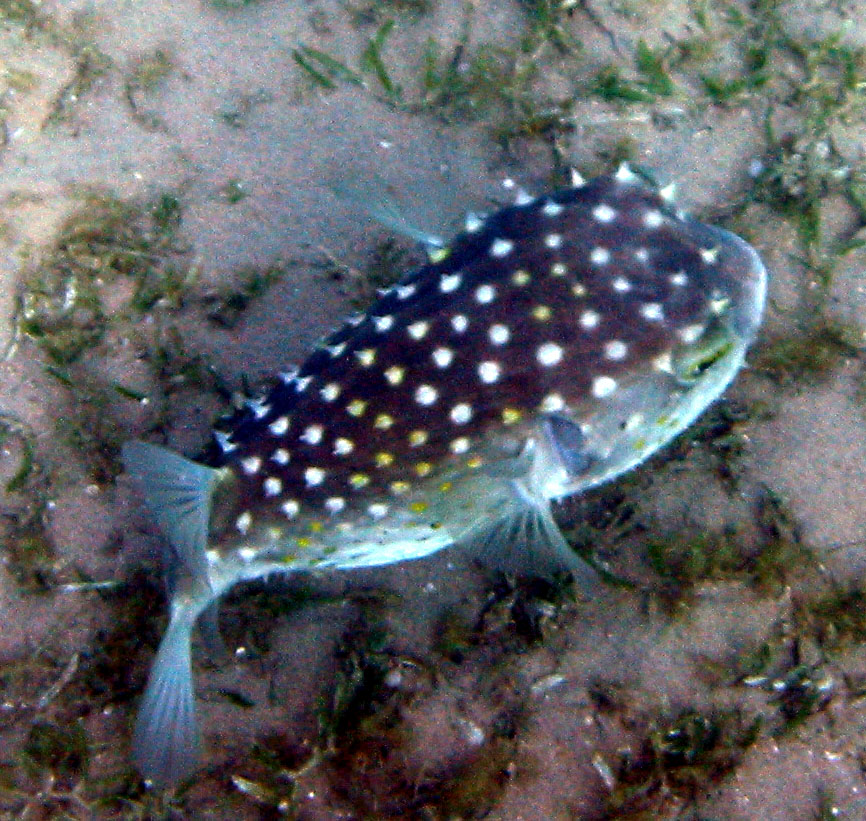
Cyclichthys spilostylus
- Diodon holocanthus
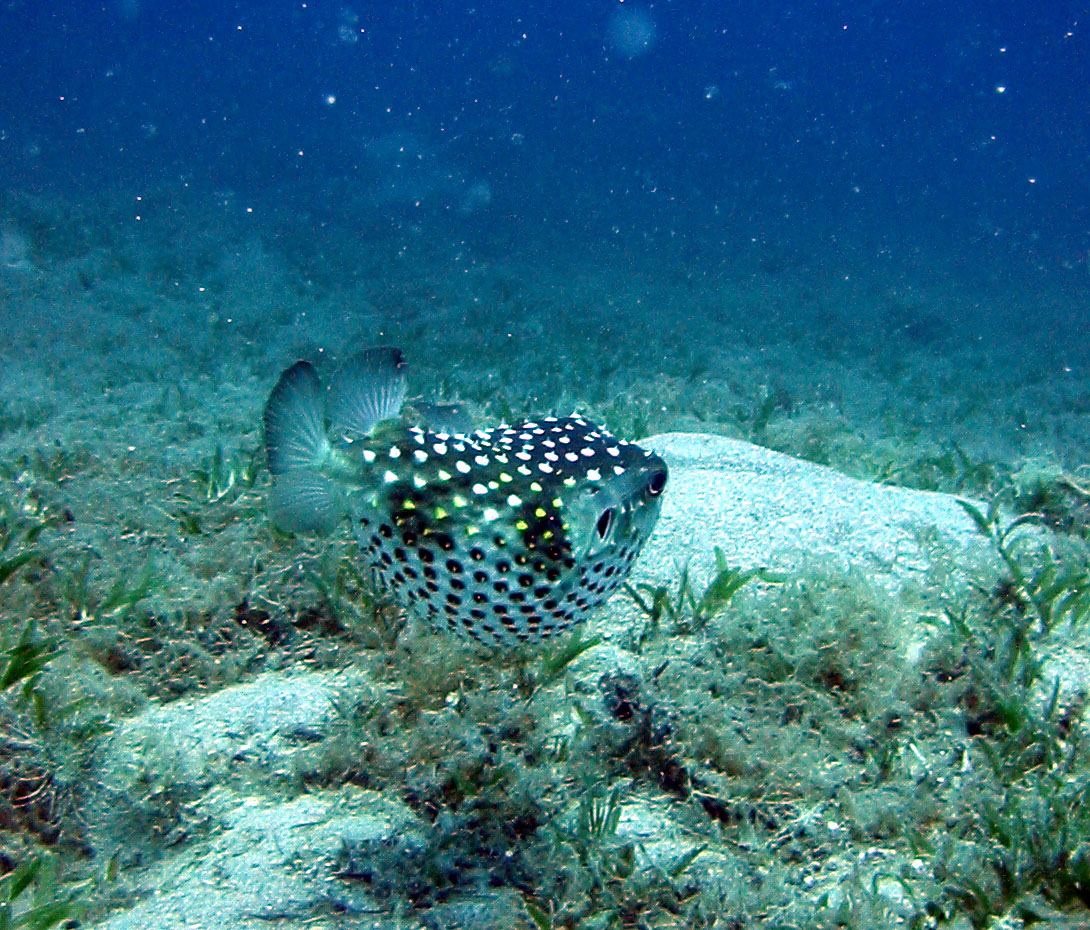
Cyclichthys spilostylus
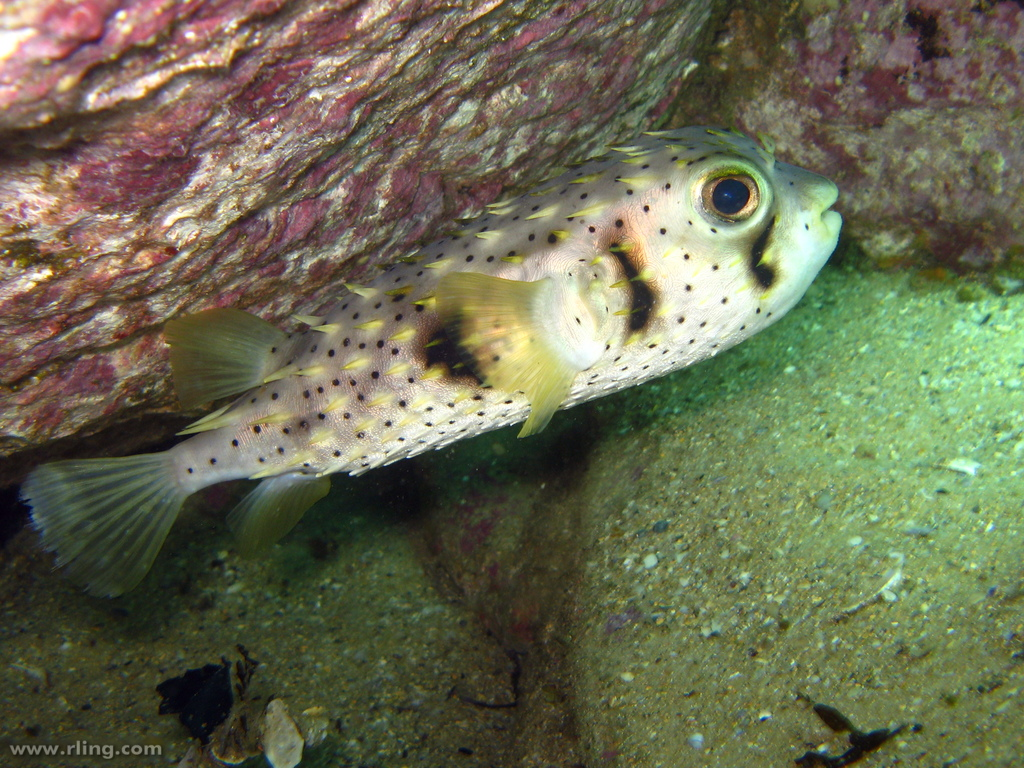
Dicotylichthys punctulatus
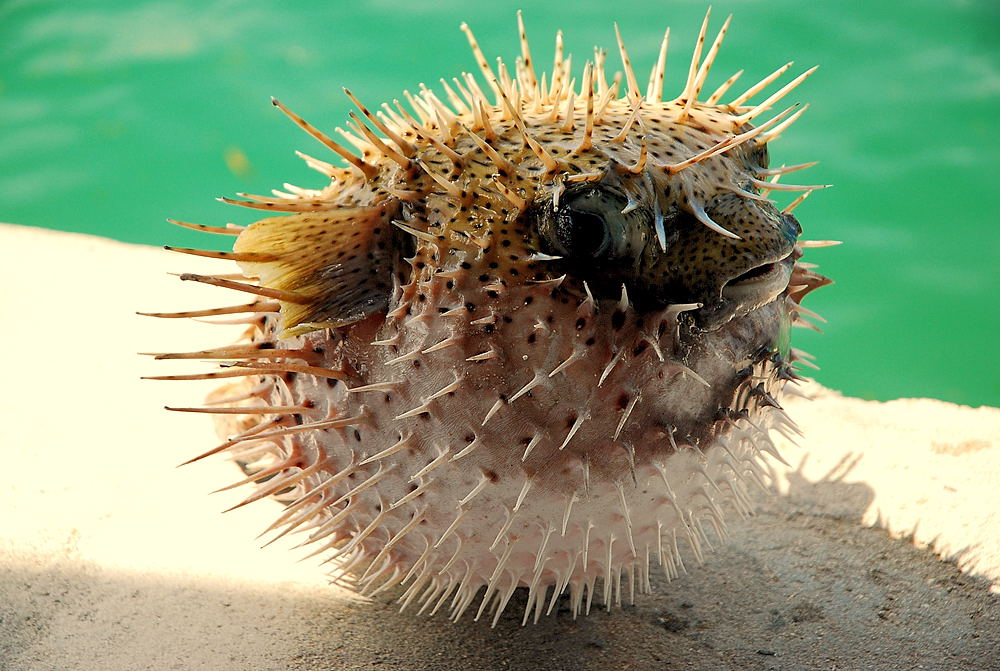
Diodon holocanthus